# Copa Río de la Plata
El torneo amistoso Copa Río de la Plata fueron una serie de competiciones internacionales no oficiales, de forma discontinuada, en conmemoración de la Copa Dr. Ricardo C. Aldao, también conocida como Copa del Río de la Plata, y que reunía a los principales equipos deportivos de la región a principios del siglo XX. Sus ediciones datan entre 1970 y 2017, mientras que la última aparición de la auténtica Copa Aldao fue en 1947.
Esta copa era disputada durante la pretemporada, por parte de los equipos campeones de Primera División de Argentina y Uruguay y se jugaba a un solo encuentro.

## Historia
Tras más de 20 años de ausencia de la Copa Aldao, a partir de 1970 se disputaron nueve ediciones de la Copa Río de la Plata de manera irregular, en un intento de conmemorar a la vieja Copa Aldao, pero su realización fue aislada y en carácter amistoso. Se realizó en 1970, 1992, 1997 (x2), 1998, 2013, 2014, 2016 y 2017.
Dichos torneos, si bien fueron denominados inicialmente como Copa Río de la Plata, en cada edición adquirió un nombre comercial distinto y el ganador no recibió la Copa Aldao original, sino otro trofeo. Esto se debió a que se trataba de copas amistosas, no oficiales. La edición 2014 se llamó «Copa Banco Ciudad» y fue una competencia amistosa de pretemporada entre los campeones de la temporada 2013: Torneo Inicial de Argentina y Torneo Apertura de Uruguay. En 2017 se llamó Copa Complejo Internacional del Este.

## Ediciones
| Año  | Ganador                   | Resultados     | Finalista              | Sede(s)                                                           |
| ---- | ------------------------- | -------------- | ---------------------- | ----------------------------------------------------------------- |
| 1970 | Boca Juniors Argentina    | 1:0 3:3        | Nacional · Uruguay     | Estadio La Bombonera, Buenos Aires Estadio Centenario, Montevideo |
| 1992 | Peñarol · Uruguay         | 1:0            | River Plate Argentina  | Estadio Centenario, Montevideo                                    |
| 1997 | Boca Juniors Argentina    | 1:0            | Peñarol · Uruguay      | Estadio José María Minella, Mar del Plata                         |
| 1997 | Peñarol · Uruguay         | 2:1            | Boca Juniors Argentina | Estadio Antonio Romero, Formosa                                   |
| 1998 | Vélez Sarsfield Argentina | 3:1            | Nacional · Uruguay     | Estadio Centenario, Montevideo                                    |
| 2013 | Vélez Sarsfield Argentina | 3:1            | Peñarol · Uruguay      | Estadio Centenario, Montevideo                                    |
| 2014 | San Lorenzo Argentina     | 1:0            | Danubio · Uruguay      | Estadio Nuevo Gasómetro, Buenos Aires                             |
| 2016 | Peñarol · Uruguay         | 2:1            | Lanús Argentina        | Estadio Ciudad de Lanús, Lanús                                    |
| 2017 | Boca Juniors Argentina    | 1:1 (3:1 pen.) | Nacional · Uruguay     | Estadio Antonio Aranda, Ciudad del Este, Paraguay                 |

### Palmarés
| Equipo          | Títulos |
| --------------- | ------- |
| Peñarol         | 3       |
| Boca Juniors    | 3       |
| Vélez Sarsfield | 2       |
| San Lorenzo     | 1       |